# Tomás Mejías
Tomás Mejías Osorio (Madri, 30 de janeiro de 1989) é um futebolista espanhol que atua como goleiro. Atualmente, joga pelo Ankaraspor.

## Carreira
Mejías ingressou nas categorias de base do Real Madrid em 2001, passando pelos times B e C antes de ser promovido ao elenco principal nas partidas finais da temporada 2010-11. Estreou oficialmente pela La Liga em 10 de maio de 2011, numa partida contra o Getafe. Ele substituiu Antonio Adán, outro atleta revelado pelas categorias de base dos Merengues, e atuou durante os últimos 10 minutos da partida, vencida por 4-0.

## Títulos
Real Madrid
- Troféu Teresa Herrera: 2013
- Campeonato Espanhol: 2011–12
- Copa do Rei: 2010–11

 Real Madrid Castilla
- Terceira Divisão Espanhola: 2011-12

 Seleção Espanhola
- Jogos do Mediterrâneo: 2009